# Estere
Estere (estisk: eestlased, ældre navn maarahvas)(på dansk også kaldet for estlændere) er en folkegruppe, overvejende bosatte i Estland og talende estisk, et finsk-ugrisk sprog, beslægtet med blandt andet finsk og ungarsk.

## Historie
Estland fik en bofast befolkning for omkring 10.000 år siden. Til trods for, at man ikke kan vide hvilket sprog, der taltes i området på denne tid, er der teorier om, at det for 5.000 år siden indvandrede folk, som muligvis talte et tidligt finsk-ugrisk sprog beslægtet med moderne estisk. Denne forskning bygger overvejende på genetik, ikke på sprogforskning. Sprogforskere har ment, at finsk-ugriske sprog dukkede op langt senere omkring Østersøen, formodentlig i tidlig bronzealder (ca. 1.800 f.Kr.). 
Navnet "Eesti", eller Estland, antages at stamme fra germansk Aestii, hvilken benævnelse findes hos Tacitus i dennes værk "Germania" 98 e.Kr. om de baltiske folk, som boede nord for floden Wisła. Skandinaverne kaldte landet syd for Den Finske Bugt "Eistland", og dette er fortsat det islandske navn på Estland. Protoestiske folk (lige som andre brugere af østersøfinske sprog) kaldtes derimod chuder i oldslaviske krøniker.